# اورن (رود)
 اورن رودی است به کانال مانش می‌ریزد. این رود از کشور فرانسه می‌گذرد.